# Proteina S
La proteina S è una proteina vitamina K-dipendente di 635 amminoacidi ed è principalmente sintetizzata dal fegato e dalle cellule endoteliali.
La proteina S è presente in 2 forme: circa il 40% libera (forma attiva) e il restante 60% è legata alla proteina C4BP.
La proteina S ha funzione di cofattore della proteina C e ne potenzia l'attività. Inoltre è molto importante nel mantenimento della funzionalità delle cellule fotorecettoriali retiniche e nella fagocitosi di cellule apoptotiche. Infatti essa, legandosi con la fosfatidilserina presente normalmente sulle cellule apoptotiche, media il legame tra i fagociti e la cellula morente da eliminare. Ciò avviene perché la proteina S lega un recettore di tipo TAM sui fagociti funzionando come ponte.
Deve il suo nome a Seattle, la città dove fu scoperta nel 1984.